# Arkticheskaia Flora SSSR
Arkticheskaia Flora SSSR (abreviado Arktichesk. Fl. SSSR o Fl. Arct. URSS) fue una revista ilustrada y con descripciones botánicas que fue editada en Moscú y Leningrado. Se publicaron 10 números en los años 1960-1987 con el nombre de Arkticheskaia Flora SSSR. Akademiia nauk SSSR, Botanicheskiĭ institut imeni V.L. Komarova con el subtítulo añadido de Flora Arctica URSS. 